# یوکو آلندر
یوکو آلندر (استونیایی: Yoko Alender؛ زادهٔ ۱۳ ژوئن ۱۹۷۹) معمار، سیاستمدار و نماینده مجلس اهل استونی است.